# Neutral Zone
Neutral Zone è un videogioco sparatutto pubblicato nel 1983 per Commodore 64 dalla Access Software. In Europa uscì solo nel 1986 con l'edizione economica della Americana, un marchio della Mastertronic. Si controlla una postazione di artiglieria spaziale con visuale in prima persona che può ruotare a 360°. Fu il primo videogioco pubblicato dalla Access, preceduto solo dal programma di utilità Spritemaster. Zeta-7 del 1984 è probabilmente un'imitazione di Neutral Zone.